# Ablaxia temporalis
Ablaxia temporalis är en stekelart som beskrevs av Graham 1969. Ablaxia temporalis ingår i släktet Ablaxia och familjen puppglanssteklar. Inga underarter finns listade i Catalogue of Life.